# Sơn Lôi Di

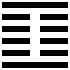
Trận đồ quẻ Sơn lôi di

Quẻ Sơn Lôi Di, đồ hình |::::| còn gọi là quẻ Di (頤 yi2), là quẻ thứ 27 trong Kinh Dịch.
- Nội quái là ☳ (|:: 震 zhen4) Chấn hay Sấm (雷).
- Ngoại quái là ☶ (::| 艮 gen4) Cấn hay Núi (山).
- Quẻ thuộc hành Mộc (cấn), thế 4 ứng 1, là quẻ du hồn

Giải nghĩa: Vị thủy phong hiền
Bĩ cực thái lai, đi cầu người tài giúp, nuôi dưỡng giúp đỡ để có lực thành công, miêng đang được ăn, bụng đang mang thai
Dưỡng dã. Dung dưỡng. Chăm lo, tu bổ, thêm, ăn uống, bổ dưỡng, bồi dưỡng, ví như trời nuôi muôn vật, thánh nhân nuôi người. Phi long nhập uyên chi tượng: rồng vào vực nghỉ ngơi.